# 1999 OG4
1999 OG4, também escrito como 1999 OG4, é um objeto transnetuniano (TNO) que está localizado no cinturão de Kuiper, uma região do Sistema Solar. Este corpo celeste é classificado como um cubewano. Ele possui uma magnitude absoluta (H) de 7,7 e, tem um diâmetro estimado com cerca de 127 km, por isso existem poucas chances que o mesmo possa ser classificado como um planeta anão, devido ao seu tamanho relativamente pequeno.

## Descoberta
1999 OG4 foi descoberto no dia 20 de julho de 1999.

## Órbita
A órbita de 1999 OG4 tem uma excentricidade de 0.133 e possui um semieixo maior de 46.863 UA. O seu periélio leva o mesmo a uma distância de 40.629 UA em relação ao Sol e seu afélio a 53.097.